# Symbolanthus latifolius
Symbolanthus latifolius là một loài thực vật có hoa trong họ Long đởm. Loài này được Gilg miêu tả khoa học đầu tiên năm 1896.